# Bryndzové halušky
El bryndzové halušky (AFI: [ˈbrindzɔʋeː ˈɦaluʂki], traducido al castellano como "Gnocchi con queso de oveja") se trata de un plato muy tradicional de la cocina eslovaca. Es tan conocido y popular que es considerado como el plato nacional de Eslovaquia. La receta básica de este plato contiene una pasta similar a los gnocchi que se denomina halušky así como bryndza (un queso eslovaco de leche de oveja, único en el mundo), todo ello con cubitos de oškvarky, que son pequeños cubos de tocino ahumado frito. El plato se sirve recién hecho.

## Características
Las recetas pueden variar en diversas familias, pero se puede decir que uno de los ingredientes principales es la patata, empleada en la elaboración de la masa de las halušky. Al preparar el plato, se añade el queso bryndza para que se funda ligeramente y posteriormente al servir los cubitos de tocino ahumado fritos, que se pone encima del plato.